# Сергеев, Дмитрий Александрович (хоккеист)
Дмитрий Александрович Сергеев (род. 26 марта 1996, Челябинск) — российский хоккеист, защитник.

## Биография
Воспитанник челябинского «Трактора». На импорт-драфте CHL 2013 года был выбран под общим 23 номером клубом OHL «Китченер Рейнджерс», где и провёл три сезона. В сентябре 2014 года подписал трехлетний контракт новичка с клубом НХЛ «Сент-Луис Блюз». В сезонах 2016/17 — 2017/18 играл за клубы ECHL «Миссури Мэверикс», «Норфолк Эдмиралс», «Талса Ойлерз». В сентябре 2018 года расторг соглашение с «Сент-Луисом». Через два месяца перешёл в клуб чемпионата Казахстана «Алматы». В мае 2019 года заключил двусторонний однолетний контракт с «Трактором». Играл в ВХЛ за «Югру» (2019/20), «Дизель» и «Ростов» (2020/21). В июле 2021 года заключил пробный контракт с омским «Авангардом», стал играть в ВХЛ за «Омские крылья». Сезон 2023/24 начал в «Тамбове», затем перешёл в команду чемпионата Казахстана «Арлан»
Серебряный призёр зимних юношеских Олимпийских игр 2012. Серебряный призёр молодёжного чемпионата мира 2016.